# Болгуры (разъезд)
Болгуры — железнодорожный разъезд Воткинского направления Ижевского отделения Горьковской железной дороги. Расположен в починке Болгуры Воткинского района Удмуртской Республики. Время движения от Ижевского вокзала — 55 минут.

## История
Разъезд возник в связи с постройкой в 1915 году железной дороги Агрыз — Ижевск — Воткинск, связавшей Камские заводы с железнодорожной сетью страны. Официальным годом открытия разъезда считается 1919.
До начала XXI столетия разъезд имел в своём составе 3 пути. Вскоре боковой северный путь был разобран, и разъезд стал двухпутным.
В 2011 году для удобства ожидания поезда на станции был установлен пассажирский павильон.
В конце 2018 года было принято решение о закрытии разъезда. По состоянию на лето 2019 года стрелочные переводы на главном пути разъезда демонтированы, при этом сохранено железнодорожное полотно южного бокового пути и примыкающего к нему тупика.

## Описание
Разъезд Болгуры расположен на 74 и 75 километрах однопутной неэлектрифицированной линии Ижевск — Воткинск (нумерация километров исторически ведётся от станции Агрыз). На 74 километре, вблизи чётной горловины разъезда находится железнодорожный переезд.
С 2019 года разъезд выполняет только пассажирские операции. Для обслуживания пассажиров вдоль северной стороны единственного работающего пути размещена посадочная платформа. К северу от платформы располагается станционное здание.

## Пригородное следование по станции
Пассажирские перевозки в пригородном сообщении обслуживает ППК «Содружество». Ежедневно через разъезд проходят 2 пары пригородных поездов, следующих по маршруту Ижевск — Воткинск — Ижевск.